# 日産・フーガ Y50
Y50型フーガ（FUGA Y50）は、日産自動車が2004年から2009年まで日本国内で販売していたEセグメントクラスの乗用車である。
製造は栃木工場。

## 概要
セドリックおよびグロリアの後継車種として、2004年10月14日に日本国内で発売された。
日本ではセドリックはブルーステージ、グロリアがレッドステージの取り扱いであったが、フーガは両販売系列の全モデル並売化に先駆けて両販売系列で販売された。
日本国内のほか、北米、ロシア、中東、韓国など、日産自動車の高級車ブランドであるインフィニティが展開されている地域ではセドリック/グロリア同様Mシリーズとして販売された。
中国では、日本国外では唯一、2005年6月に日本仕様車の「350XV」および「350XV VIP」に相当するモデルのみが日産ブランドでフーガ（漢字表記は風雅、マフラーは日本仕様450GT系と同じく4本出し）として発売されたが、2007年1月に中国にインフィニティブランドが参入したため、マイナーチェンジを機に、2008年1月以降はインフィニティブランドの「M35」として販売された。
また、光岡自動車はセドリック/グロリアをベースに2004年までガリューIIを生産していたが、2005年7月26日にフーガベースの「ガリューIII」に変更した。

## コンセプトカー

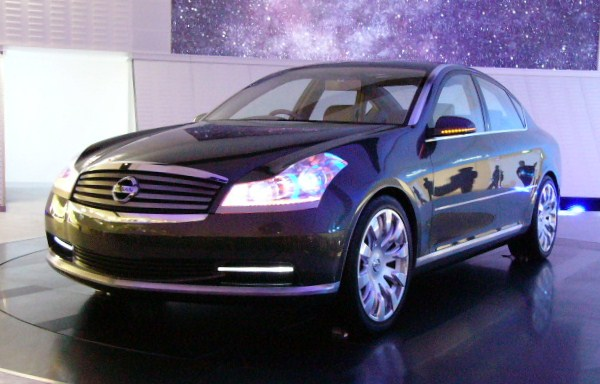
フウガ

2003年10月に行われた第37回東京モーターショーには、「フウガ」（FUGA、風雅）の名称でプロトタイプモデルが参考出品された。V35型スカイライン同様にFMパッケージを採用しており、のちに発売されるフーガのデザインもこれをモチーフとしている。ただしこのコンセプトカーは後に発売された市販版よりもホイールベースが50mm長くなっており、障子風の天井張りなど「和」がイメージされていた。
2004年4月のニューヨーク国際オートショーでは北米仕様車のインフィニティ・M45コンセプトが発表された。フロントバンパーなど一部を市販版と意匠を異にしているが、市販版に近い形での発表となった。
日本仕様車の市販版については2004年9月に行われたムラーノの発表会にて、ムラーノのほか、ティーダ、ティーダラティオ、ラフェスタ、ノートの5台と共に発表された。

## メカニズム

### パワートレイン
エンジンは当初、V型6気筒 2.5L VQ25DE型および同3.5L VQ35DE型エンジンが用意された。3.5Lエンジンについては初期のZ33型フェアレディZに搭載されるものとスペック的には同一のものであるが、レスポンスと高回転の伸びが重視されたセッティングとなっており、逆に低回転域のトルクは抑えられている。

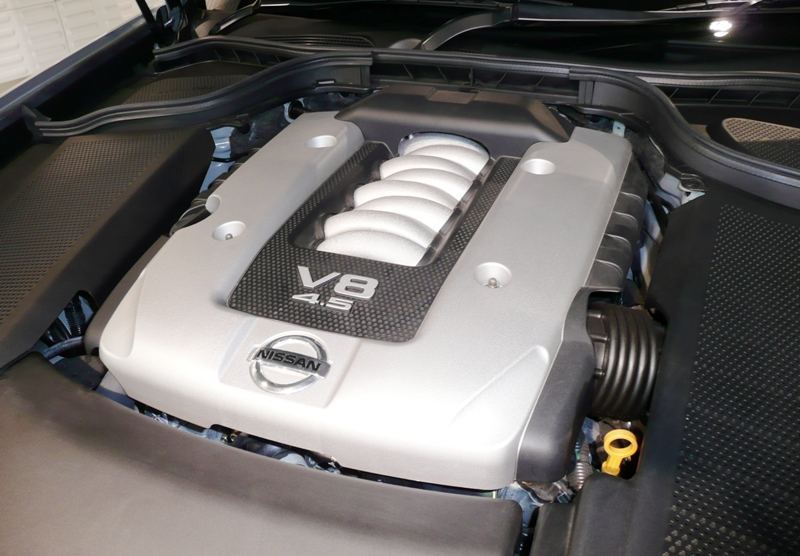
前期型450GT エンジンルーム

発売時にはV型8気筒エンジン搭載車の追加も発表され、2005年8月に先に北米仕様のインフィニティ・M45に搭載されるものと同型の4.5L VK45DE型エンジンを搭載した「450GT」シリーズが追加された。ただしレスポンスと伸びを重視したため、北米仕様車の最高出力が340PS であるのに対して日本仕様車は333PSとなっており、また日米の車両騒音規制値の違いからエンジンサウンドは北米仕様車よりも大人しいものとなった。またこのエンジンは280PSに馬力規制されているシーマに採用されているものとも同型であるが、吸気系やオイルパンが専用にアレンジされている。

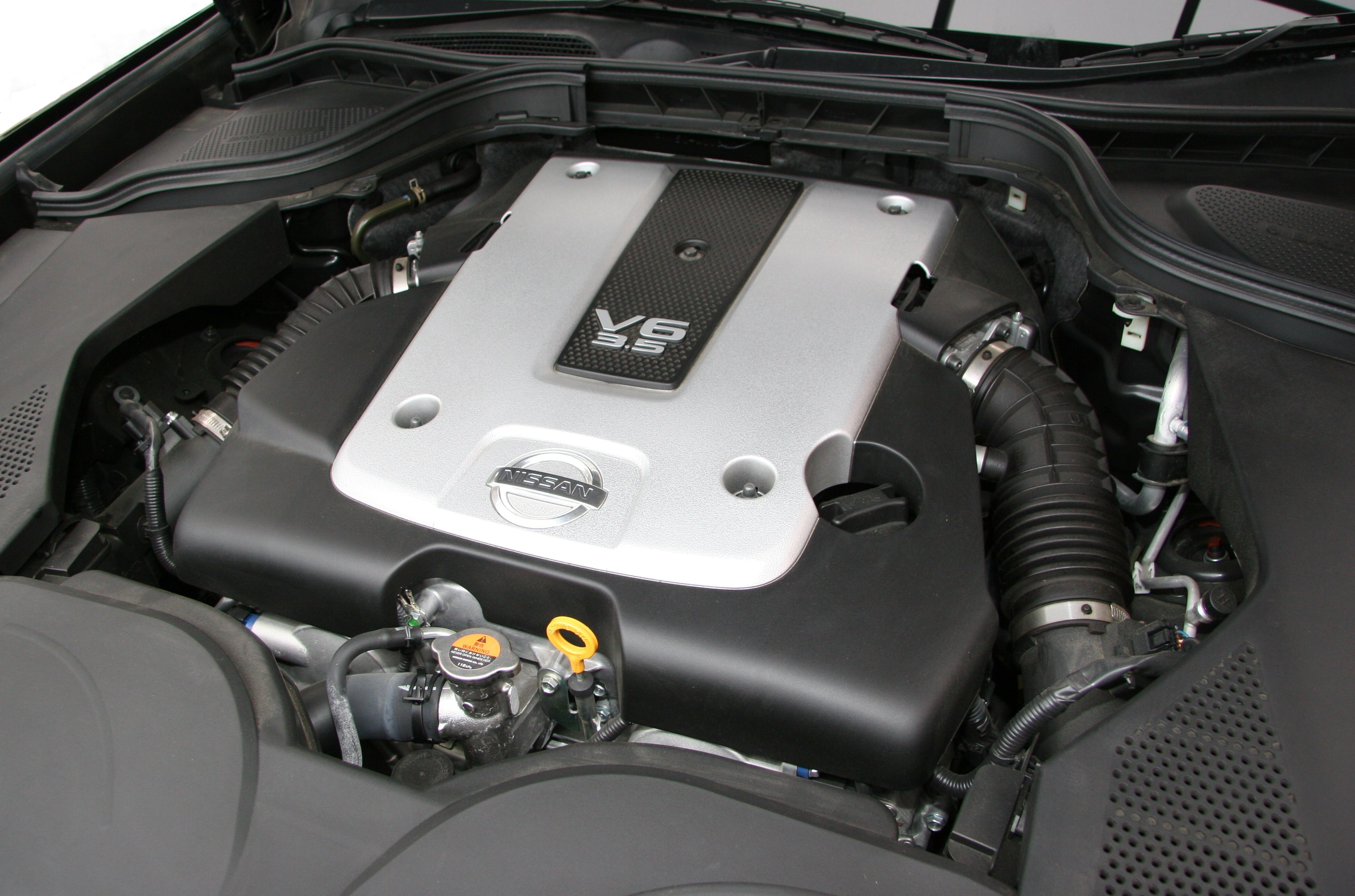
後期型350GT エンジンルーム

2007年12月に行われたマイナーチェンジでは、2.5Lおよび3.5LエンジンがV36型スカイラインセダンから採用されているVQ25HR型エンジンおよびVQ35HR型エンジンに変更され、最高出力が大幅に向上、一方で最大トルクは若干低下した。またこのマイナーチェンジ時には4.5Lエンジンにも小変更が施され、カムシャフトの制御系が若干変更された。
トランスミッションは、ジヤトコ製JR507E型マニュアルモード付きフルレンジ電子制御5速AT（5M-ATx）を装備する。Dレンジでは「アダプティブシフトコントロール」が作動し、路面状況等に応じて最適なギアを自動選択する。また、「シンクロレブコントロール」は、マニュアル・モード選択時にシフトダウンを行った場合、ブリッピング（空ぶかし）を行いエンジン回転数を上げ、瞬時にギアと同期化する。
日産車で初めて、押しボタン式のエンジンスターターが装備された。

### ボディ・シャシ

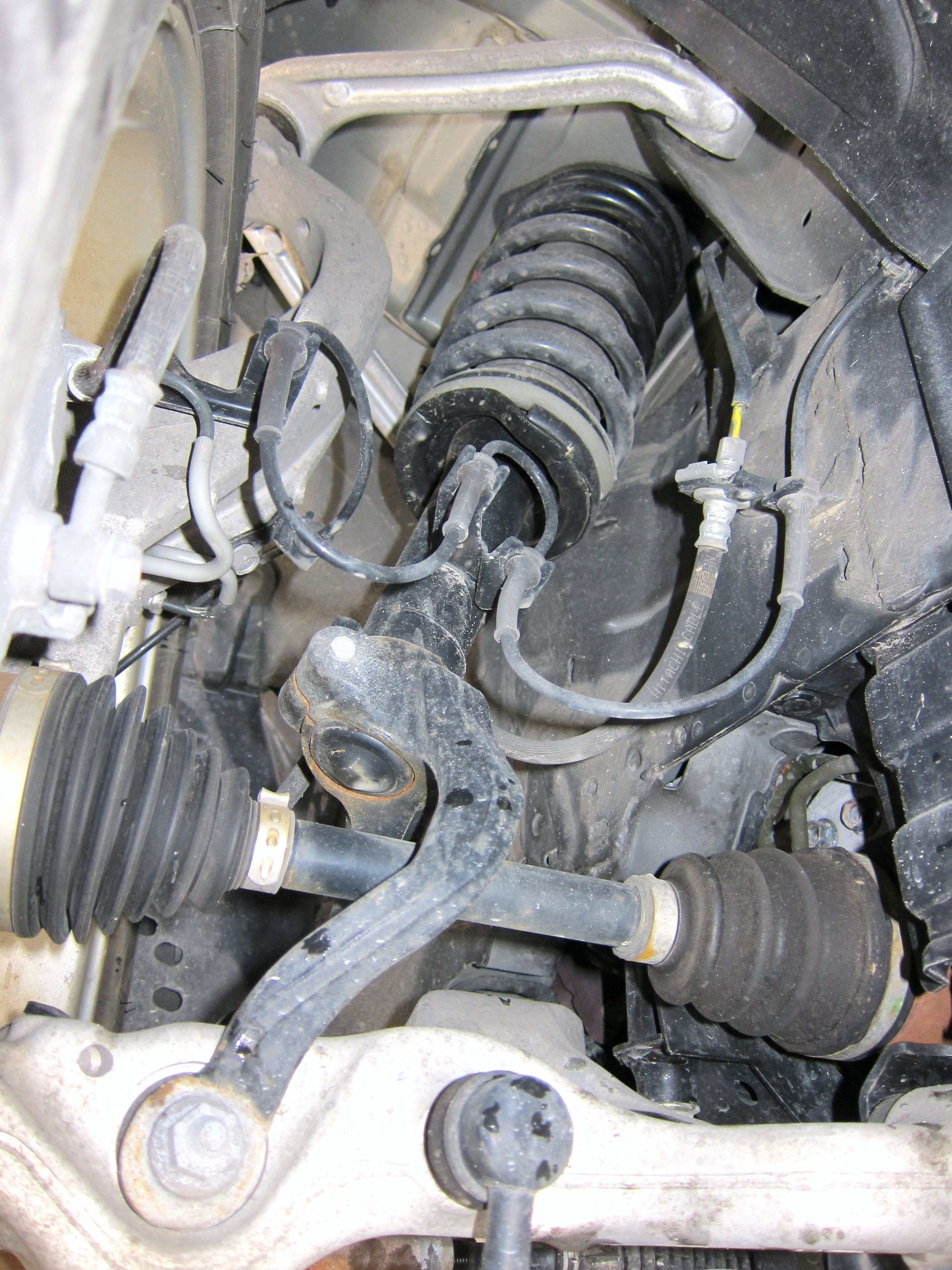
フロントショックアブソーバー
後期型350GT FOUR

プラットフォームには、V35型スカイラインやZ33型フェアレディZなどにも用いられているFR-Lプラットフォームの改良版が採用された。使用される部品の60%以上は新開発となり、シャシも大幅に強化され、剛性はセドリック/グロリアの約2倍となっている。またボンネット、トランクフード、ドア内外板にはアルミ合金が採用され、スチール製の場合に比べて38kgの軽量化を図っている。
サスペンションは、フロントは新開発のダブルウィッシュボーン式、リアはマルチリンク式である。サスペンションアームやサブフレームは、すべてアルミ合金が採用されている。フロントサスペンションは、同じくFMプラットフォームを採用するスカイラインがロアアームの構造としてロアアームを2本に分けたダブルピボット式を取っているのに対し、フーガには、タイヤのキャンバ剛性を高め、ステアリング応答性や操縦安定性を高めるために、通常のA型構造が採用された。なお、A型構造の欠点として挙げられるステアリングの振動は流体封入ブシュの採用などによって抑えられている。さらに、フロントサスペンションを取り付けるサブフレームについても、スカイラインと同じI型構造ではなく、操縦安定性向上のため、あえて高級車には一般的に用いられない井桁型構造が採用された。
また、ショックアブソーバーは日立との共同開発であり、約3年間かけて開発が行われた。「リップルコントロール」と呼ばれるシステムによって微小な振動を軽減するほか、リバウンドスプリングを内蔵し、レーンチェンジやコーナリング時の安定性を高めている。さらにダンパーには「デュアルフローパス」構造を採用した。なお、450GTに採用されるものは若干減衰力が弱められている。
また前期型の「スポーツパッケージ」および後期型の「Type S」には、日産の4WSであるリアアクティブステアが採用され、回頭性を向上している。なお、このリアアクティブステアはHICASと同一のものであり、輸出仕様にも採用されるため、分かりやすい名称に変更された。

## デザイン

### エクステリア
フロント部分のデザインには、インフィニティや一部の日産のモデルでも採用されるダブルアーチフロントグリルが採用され、またテールランプの形状はV35型スカイラインおよびスカイラインクーペなどと共通のL字型となり、さらにGT系グレードにはLEDが採用され、点灯部分がV35型スカイラインセダン後期型やV36型スカイラインセダン/クーペと同様、丸型2連に配列されている。
エクステリアデザインはXV系とGT系で差別化がなされており、フロントグリル・バンパーなどの形状が変更されている。また、2005年8月に追加された「450GT」系モデルは北米仕様車と同一の大型化されたリアバンパーが装着された。
空力性能については、Cd値0.28（後期型Type Sは0.30）、フロントゼロリフト、オプションのエアロパーツ装着でCd値0.27、フロント&リアゼロリフトを達成している。
2007年12月のマイナーチェンジ以降の後期型ではフロントバンパー・グリル、リアバンパー、トランクリッド、テールランプなどのデザインが変更され、エクステリアデザインが大幅に変更された。このマイナーチェンジでは「XV」系グレードが廃止されたものの、新たにスポーツパッケージの後継グレードである「Type S」に標準車とのデザインの差別化が行われた。

### インテリア

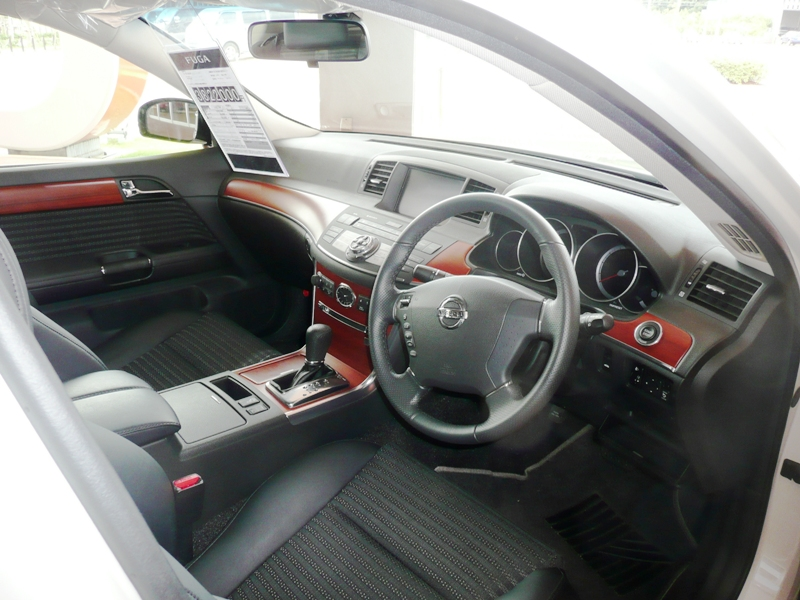
前期型 室内
ウォームテックインテリア (Warm Tech interior)

ホイールベースが長くとられ、また車高も高く設定されているため、室内空間はクラス最大で、さらには1クラス上のFセグメント車であるメルセデス・ベンツ・Sクラス、BMW・7シリーズ、トヨタ・セルシオをも凌ぐ前後席ヘッドルーム、後席ニールーム、後席レッグルームを誇る。なお、後席スペースはシーマやプレジデントなどを抑え、日産のセダンとして最大となる。
インパネについては前期型・後期型ともにほとんど変更がないものの、メーターやナビゲーション周辺の照明色が前期型ではオレンジが採用されていたが、後期型では紫系の照明に変更された。
前期型のシート地にはブラック本革、ブラックモールジャカード/ネオソフィール、エクリュ本革、エクリュダブルラッセル、フォーブ本革の5種類が用意され、またフィニッシャーにはピアノ調、メタル調、木目調（2006年5月の仕様向上で廃止）、本木目の4種類が設定され、メタル調パネルはブラック系シートのみに、ピアノ調パネルはフォーブ系以外に、木目系パネルは全シート地に組み合わせられた。後期型ではフォーブ本革がブラウンセミアニリン本革に変更され、全グレードで全シート地・フィニッシャーを選択できるようになった。

## ラインアップ

### グレード構成
2004年10月の発売から2007年12月のマイナーチェンジまでの前期型には「GT」系と「XV」系の2つのグレード系統が用意されていたが、2007年12月のマイナーチェンジ以降の後期型では全車「GT」系に統一された。
当初は搭載エンジンにV6 2.5Lおよび3.5Lの2機種が用意されたが、2005年8月にはV8 4.5Lエンジン搭載のグレードも追加された。発売後2週間の販売比率は約3:7 で3.5Lエンジン搭載車が圧倒的多数であり、後期型でも最多販売台数のグレードが「350GT」であるため、主力は3.5Lエンジン車といえる。また、3.5Lエンジン搭載車にはアテーサE-TSを採用する四輪駆動車も用意される。

#### 前期型
前期型には「XV」と「GT」の2系統が用意されるが、両系統ともに、「250XV VIP」を除く2.5Lエンジン搭載車および3.5Lエンジンを搭載する四輪駆動車には電動調整ステアリングなどの装備が省略されている。また2006年5月の仕様向上までは加えて後席エアコンや助手席パワーシートについても装備の省略がなされていたほか、「VIP」系および「450GT」系以外の全車に後部中央座席用3点シートベルトおよびヘッドレストの装備が省略されていた。「XV」と「GT」の2系統が用意された経緯は、Y34セドリック/グロリアからフーガに車名を変えることに決まったのが発売前のギリギリのタイミングだったことから、「XV」と「GT」はセドリック/グロリアの名残であることがうかがえる。
XV

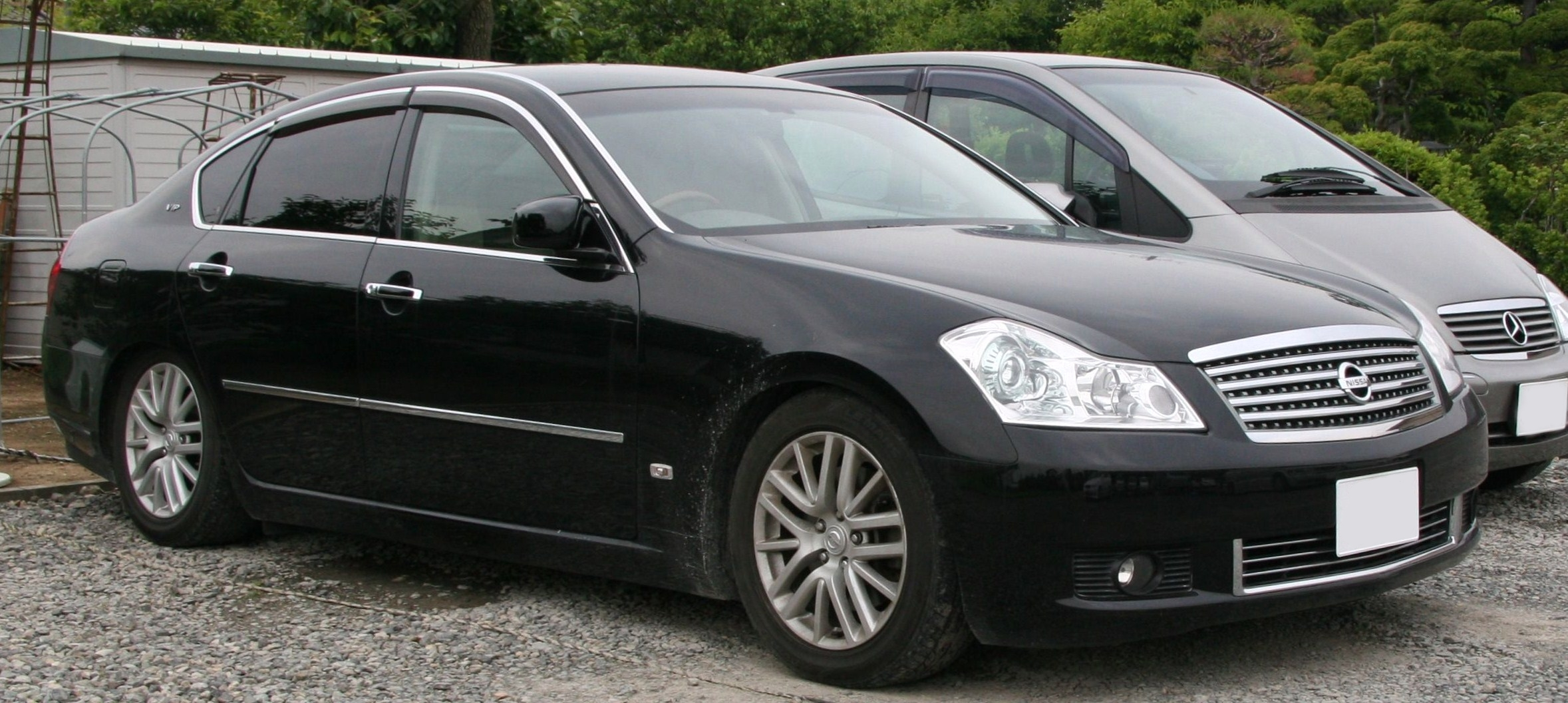
350XV VIP

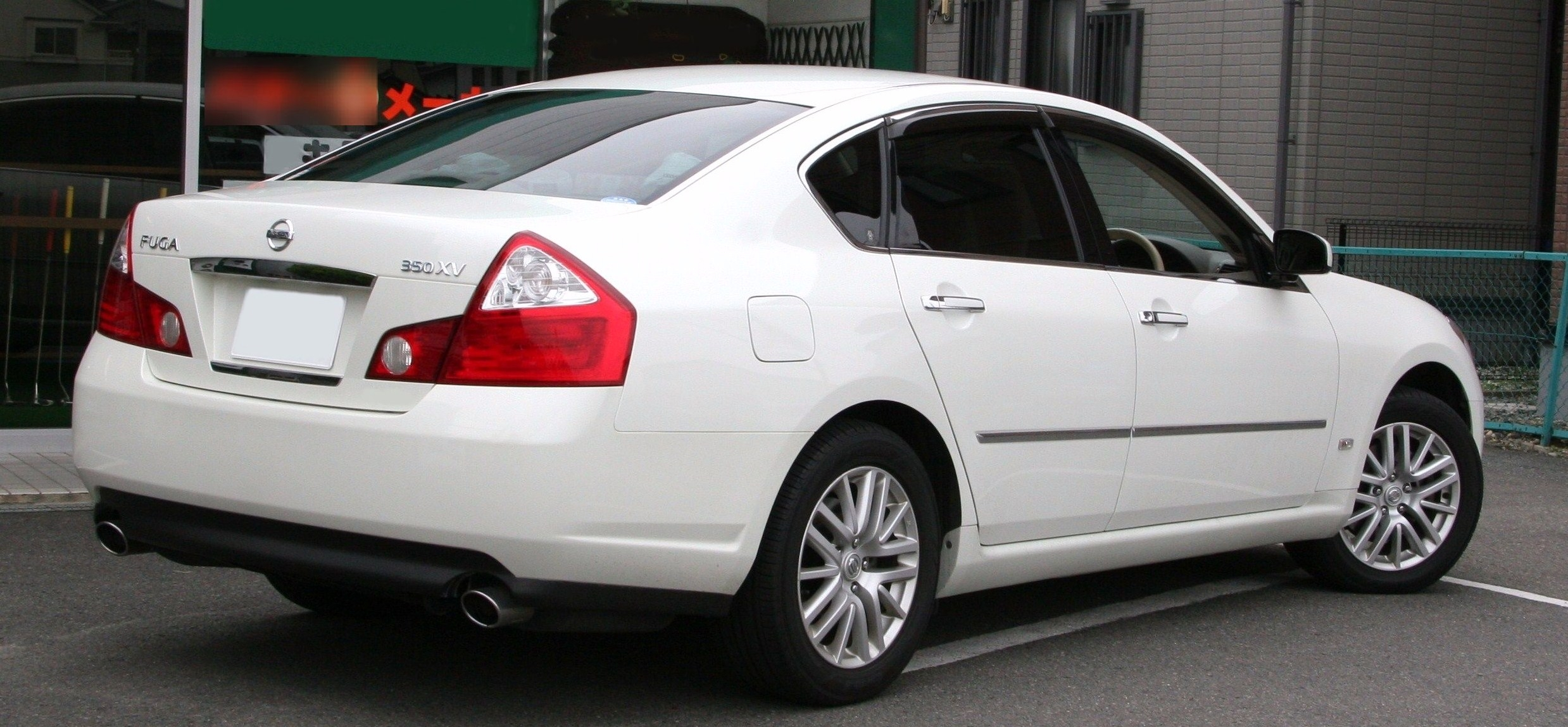
350XV リア

「XV」系はセドリックに代わるモデルである。「XV」系にはXV専用のフロントグリル・バンパーが装着され、GT系と差別化されている。搭載するエンジンは2.5Lおよび3.5Lのみで、4.5L車は用意されない。全車東洋ゴム工業製 PROXES R30 225/55タイヤ及び17インチアルミホイール装着する。また内装では、メタル調フィニッシャーおよびフォーブ内装を選択することができない。
「XV」のほか、「XV VIP」および「XV FOUR」が用意され、構成は「XV」に「250XV」および「350XV」の2グレードが、上級グレードの「XV VIP」に「250XV VIP」と「350XV VIP」の2グレードが、加えて四輪駆動車の「350XV FOUR」が用意される。「VIP」には加えて、後席リクライニングシート、オーディオ・エアコン・シートコントロールスイッチ付き専用リアアームレストなどが装備される。またXV系最上級グレードの「350XV VIP」についてはリアピラーに専用のVIPエンブレムが装着され、オプションでツインモニターを選択することもできる。ちなみに2.5Lエンジン搭載の上級グレード「250XV VIP」については、2005年8月の「450GT」系追加時に追加された。
2.5L車および四輪駆動の「350XV FOUR」については、液晶モニターやCD一体AM/FMラジオは装備されるが、DVDナビゲーションシステムの装備が省略されている。
GT

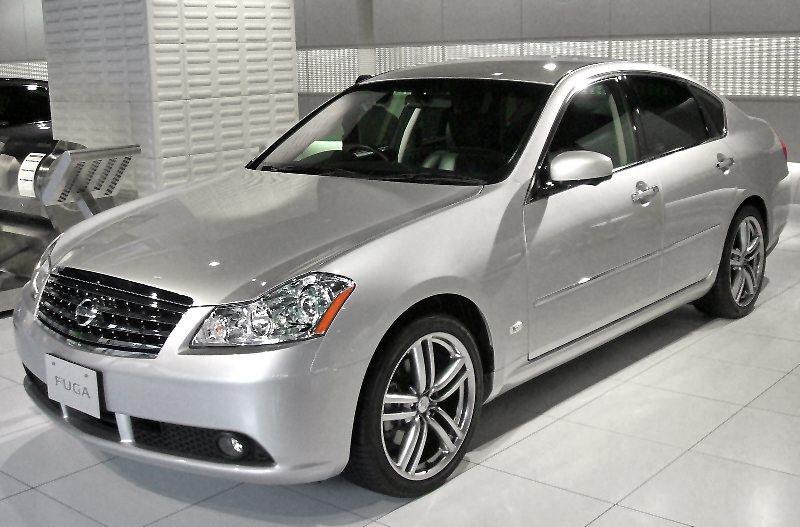
450GT SPORTS PACKAGE

「GT」系はグロリアグランツーリスモの血統を受け継ぐモデルである。「GT」系にはGT専用のフロントグリル・バンパーが装着され、テールランプはLEDのコンビネーションランプとなる。「GT」および「GT FOUR」に加え、スポーティグレードの「GT SPORTS PACKAGE（スポーツパッケージ）」が用意される。スポーツパッケージにはブリヂストン製POTENZA RE050 245/40タイヤ及び19インチクロムコートアルミホイールが装着され、また「450GT」のみに同じくブリヂストン製のREGNO ER33 245/45タイヤ及び18インチクロムコートアルミホイールが装着される。その他のグレードにはXV系と同銘柄のタイヤと同デザインの17インチアルミホイールが装着される。

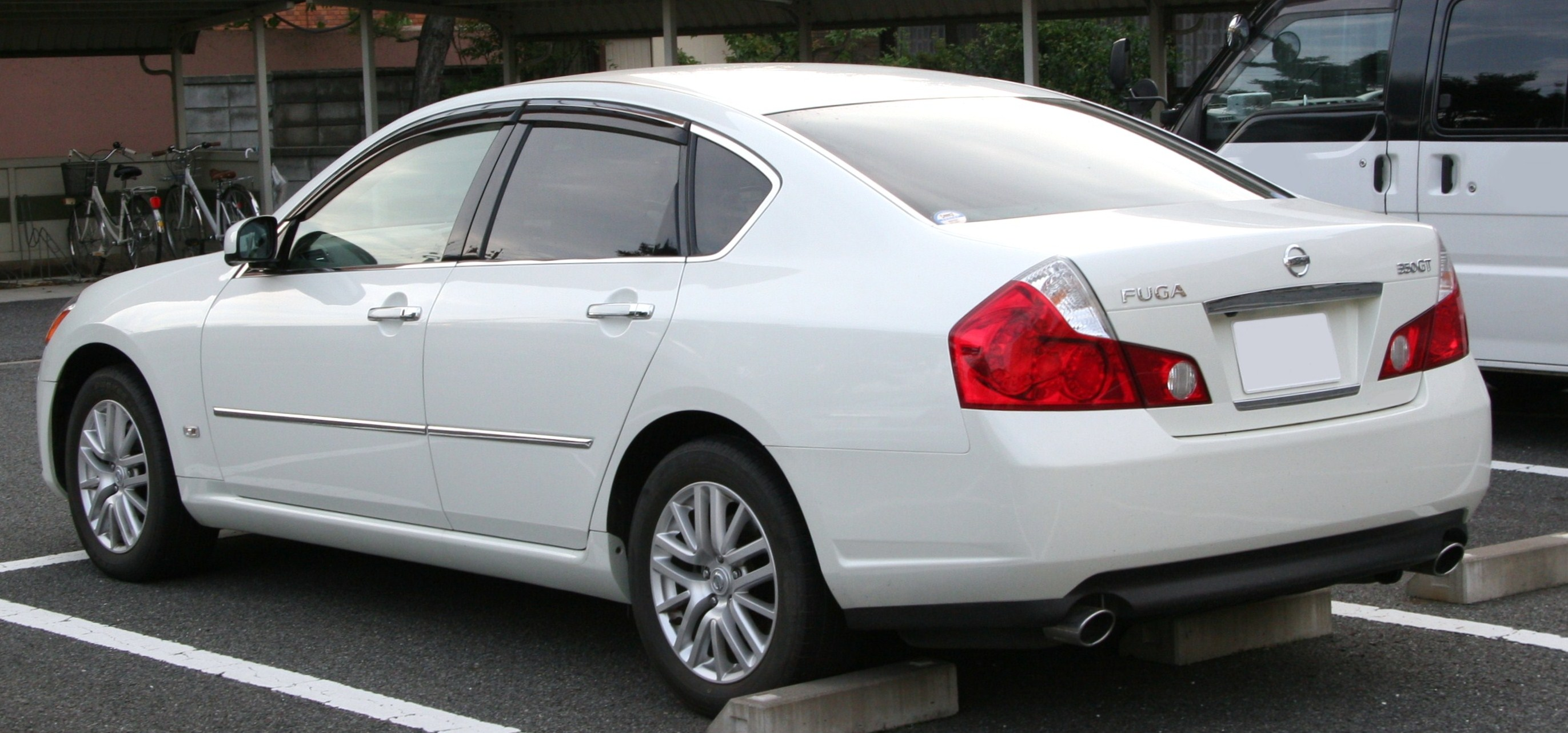
前期型350GT リア

「GT」には「250GT」、「350GT」、「450GT」の3種および四輪駆動車の「350GT FOUR」が、「GT SPORTS PACKAGE」には「350GT SPORTS PACKAGE」および「450GT SPORTS PACKAGE」の2種が用意され、2.5L車は用意されない。
4.5L車には助手席パワーオットマン機構や本革シート+前席エアコンディショニングシートが標準装備され、マフラーにデュアルテールパイプフィニッシャーが装備されることにより4本出しとなる。また、スポーツパッケージ各車には専用スポーツチューンドサスペンションやリアアクティブステア、アルミペダルなどが装備される。

#### 後期型
2007年12月のマイナーチェンジでは前期型に用意された「XV」シリーズが廃止され、全車「GT」に統一された。ただし「XV VIP」については装備充実グレードの「GT Type P」に同等の装備が含まれ、これは4.5L車にも用意された。また、スポーティグレードのスポーツパッケージは「GT Type S」に名称を変更しており、2.5L車にも2008年6月に追加された。
「250GT」および「350GT FOUR」は引き続いて各種装備が省略されているものの、全グレードとも前期型に比べて装備内容が大幅に向上しており、それまで一部グレードでオプションであったナビゲーションシステムが、DVD方式からHDD方式に変更されて全車に標準装備となった。また前期型では全車オプション設定であったインテリジェントクルーズコントロールについては、それまで低速追従であったものがナビ協調機能付全速追従に改善され、4.5Lエンジン搭載車全車および「350GT Type P」に標準装備となった。さらに前期型では「450GT」のみに標準装備された助手席パワーオットマン機構についても、「250GT」、「250GT Type S」、「350GT FOUR」を除いて全車標準装備となった。
また外観についても、「Type S」および「250GT Type P」、「350GT Type P」を除き、全車新デザインの18インチアルミホイールを装着し、マフラーには全グレードにデュアルテールパイプフィニッシャーが装備された。なお、「250GT Type P」、「350GT Type P」に装着されるホイールは前期型と同じものであるが、「Type S」系に装着される19インチアルミホイールは新デザインのものとなっている。また、タイヤについては17, 18, 19インチホイール装着車とも、前期型と同銘柄を採用した。また、フェンダーミラーの設定を廃止した。
前期型の「XV VIP」に相当する「Type P」には、新たに専用のコンフォートサスペンション、オーバーヘッドコンソール、リア電動サンシェードなどを装備している。なおVIPエンブレムについてはツインモニターシステムとのセットオプションとなる。
前期型の「GT SPORTS PACKAGE」に相当する「Type S」には、2008年6月より2.5Lエンジン搭載の「250GT Type S」が追加された。新たに専用前後バンパー、パドルシフトなどが装着され、ヘッドランプにブラックアウト処理が施された。

### 特別仕様車

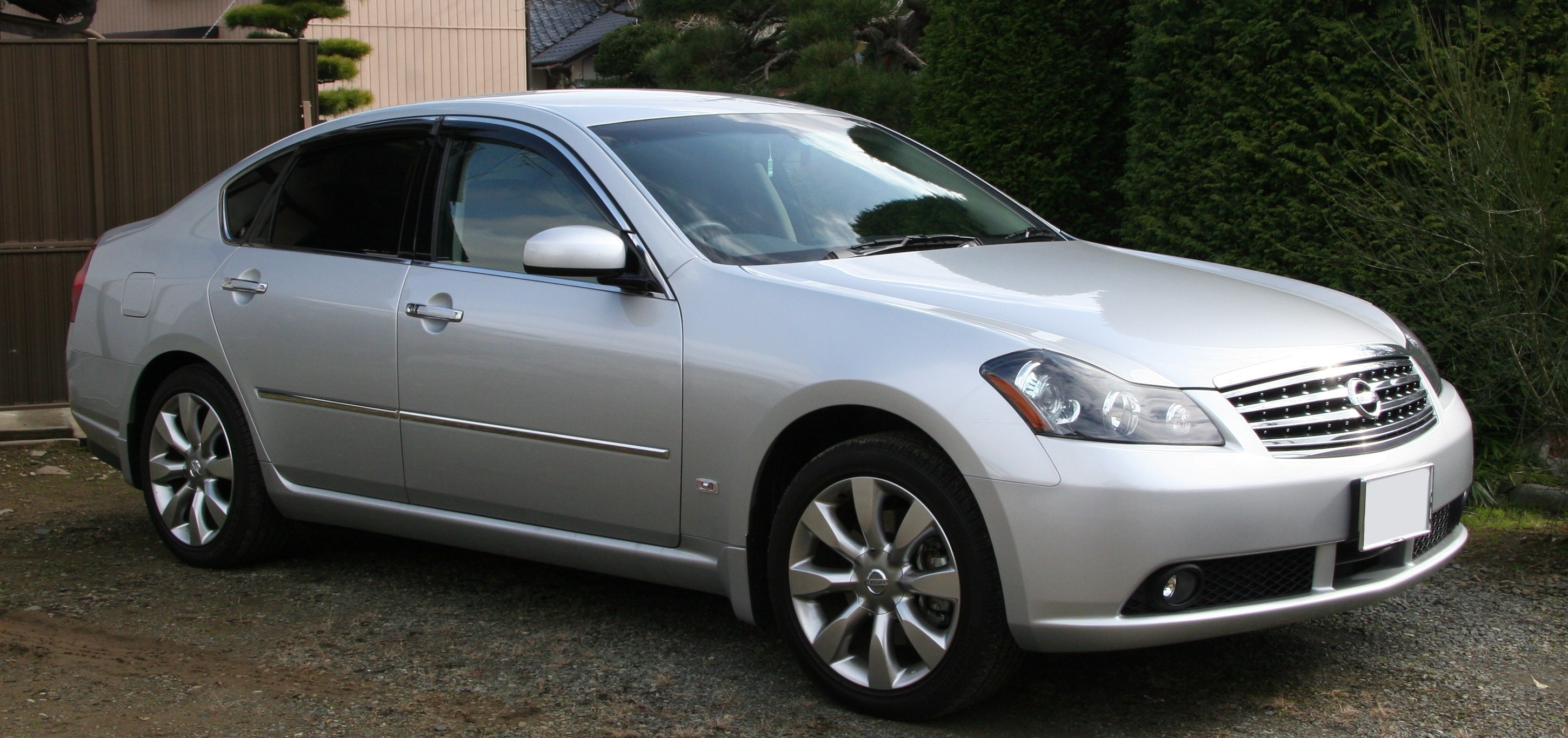
350GT スタイリッシュブラックリミテッドII

スタイリッシュブラックリミテッド (Stylish Black Limited)

2005年11月に発売。2006年3月末受注分までの期間限定車。ベースとなるのは「250GT」、「350GT」、「350GT FOUR」、「350GTスポーツパッケージ」の4グレード。インテリアが4.5L車用のブラック内装+ピアノ調フィニッシャーの設定となり、加えて18インチアルミロードホイール、助手席パワーオットマン機構など4.5L車に標準装備されていた装備やプライバシーガラスなどの装備が追加されている。ただし「350GTスポーツパッケージ」についてはベース車同様19インチホイールを装着し、また「250GT」、「350GT FOUR」には当時オプション設定であった後席エアコン吹出し口も追加装備された。
スタイリッシュシルバーレザー (Stylish Silver Leather)

2006年5月に発売。GT系全車に設定された。グレー色の本革シートなどが装備されるスタイリッシュシルバーレザー専用インテリアおよびピアノ調フィニッシャーが採用されたほか、4.5L車を除く全車に前席エアコンディショニングシートが標準装備化され、スポーツパッケージを除く全車に18インチホイールが採用された。なお、スカイラインセダン、スカイラインクーペ、ステージア、ムラーノにも設定された。
スタイリッシュブラックリミテッドII (Stylish Black Limited II)

2006年11月に発売。2007年9月末受注分までの期間限定車。先に発売されたスタイリッシュブラックリミテッドと基本的な装備内容は共通であるが、ベースモデルがGT系全車となり、シートが専用のパールスエード/本革コンビシートとなった。また、ヘッドランプにはインナーパネルスモークメッキが施された。

### その他
IMPUL 650SE/650S

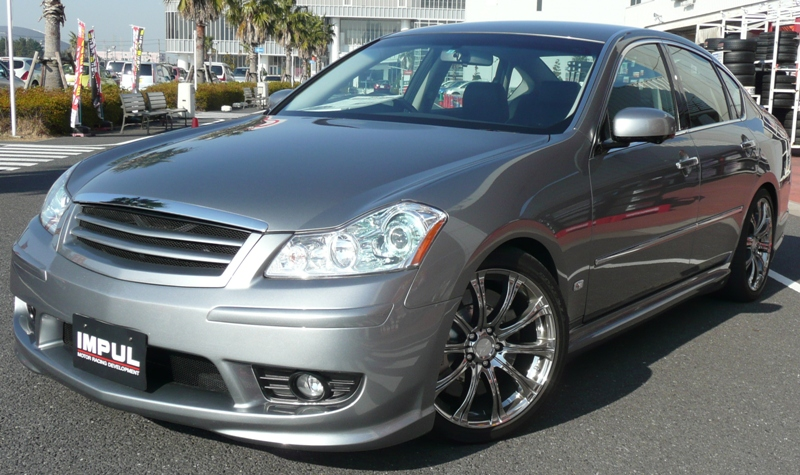
IMPUL 650SE

ホシノインパルによるカスタムカー。エクステリア部品として専用のフロントグリル、リアバンパー、リアスポイラー、フロントバンパースポイラーなどが、加えて前期・後期問わず全エンジン用のハイパワーコントロールユニット、パワースロットルバルブ、さらにブレーキ、アルミホイール、ショックアブソーバー、スプリング、マフラーなどが販売されている。また、VK45DE型エンジンを改造し、排気量を5.1Lまで拡大することにより、最高出力380PS/5,600rpm、最大トルク53kgf·m/2,850rpmまで向上したエンジンも販売されている。
ミツオカリムジンS50

Y50型フーガをベースとした光岡自動車のガリューのホイールベースを290mm延長したストレッチリムジン「ガリューリムジン S50」が2008年10月に発売されたが、同時にエクステリアデザインをフーガのままとした「ミツオカリムジンS50」も発売された。4.5L車はガリューやガリューリムジン同様用意されず、「250LX」、「350LX」、「350LX 4WD」の3グレード展開となり、後席モニターがオプションで設定される。

## 年表
2003年10月
東京モーターショーで「フウガ」が発表。
2004年4月
ニューヨーク国際オートショーで「インフィニティM45コンセプト」が発表。
2004年9月2日
日本仕様車「フーガ」が発表。
2004年10月14日
日本で販売開始。
2005年3月
北米で「インフィニティ・M34/M45」が発売。
2005年6月27日
中国で「風雅」が発売。
2005年7月28日
光岡自動車よりフーガをベースとしたガリューIIIが発売。
2005年8月17日
「450GT」、「450GTスポーツパッケージ」および「250XV VIP」が追加。
同日、一部改良。
2005年11月30日
期間限定車「スタイリッシュブラックリミテッド」が発売。
2006年1月
東京オートサロンで「IMPUL 650SE」が発表。
2006年5月25日
仕様向上。
同日、期間限定車「スタイリッシュシルバーレザー」が発売。
2006年11月16日
期間限定車「スタイリッシュブラックリミテッドII」が発売。
2007年8月18日
北米仕様車のマイナーチェンジモデルが発表。
2007年10月
東京モーターショーでマイナーチェンジモデルが発表。
2007年12月20日
マイナーチェンジ。
2008年1月
中国国内で「フーガ」の販売が終了され、「M35」が発売。
2008年6月4日
「250GT Type S」が追加。
2008年10月1日
「250GT」系、「350GT FOUR」に各種安全装備が追加され、仕様向上。
2008年10月23日
光岡自動車よりフーガのストレッチリムジン「ミツオカリムジンS50」が発売。
2009年10月
生産終了。在庫対応分のみの販売となる。
2009年11月19日
Y51型にフルモデルチェンジ。販売終了前月までの新車登録台数の累計は7万729台
同時にY50型全年式対象の「認定中古車制度」が開始。
2010年11月11日
光岡自動車よりJ32型ティアナをベースとした新型ガリューが発売され、ガリューIIIの販売が終了。

## 受賞
2004年
- スポーツニッポン「キング・オブ・カー」

2005年
- RJCカー・オブ・ザ・イヤー
- グッドデザイン賞 商品デザイン部門
- オートカラーアウォード2005
  - ファッションカラー賞（グレイッシュブロンズ外装+フォーブ&木目・シルキーエクリュ&ピアノ調内装）[40]
  - インテリア部門（フォーブ・シルキーエクリュ）[41]
  - カラー企画部門